# CONCACAF Gold Cup 2003
De CONCACAF Gold Cup 2003 was de zevende editie van de CONCACAF Gold Cup, het voetbalkampioenschap van Noord- en Centraal-Amerika. Het toernooi werd gehouden in Mexico-Stad, Miami en Foxborough en het duurde van 12 juli tot 27 juli 2003.
Twaalf teams werden gesplitst in vier groepen van drie landen. De beste twee van de groep gingen naar de kwartfinale. Colombia en Brazilië (dat het olympisch elftal afvaardigde) waren uitgenodigd.

## Kwalificatieronde
Honduras, de nummer vier van de UNCAF Nations Cup 2003, Martinique en Trinidad & Tobago uit de Caraïbische zone speelden eerst een play-offtoernooi voor twee plaatsen. De wedstrijden werden van 23 tot en met 27 april op Martinique gespeeld.
| Team               | Pld | W | D | L | GF | GA | GD | Pts |
| ------------------ | --- | - | - | - | -- | -- | -- | --- |
| Honduras           | 2   | 2 | 0 | 0 | 6  | 2  | +4 | 6   |
| Martinique         | 2   | 1 | 0 | 1 | 5  | 6  | −1 | 3   |
| Trinidad en Tobago | 2   | 0 | 0 | 2 | 2  | 5  | −3 | 0   |

|               |            |       |                    |            |
| 23 april 2003 | Martinique | 3 – 2 | Trinidad en Tobago | Martinique |
| 23 april 2003 |            |       |                    | Martinique |

|                                  |                    |                           |          |                                                                                         |
| 25 april 2003 «onderlinge duels» | Trinidad en Tobago | 0 – 2                     | Honduras | Stade d'Honneur de Dillon, Martinique Scheidsrechter: Marco Antonio Rodríguez ( Mexico) |
| 25 april 2003 «onderlinge duels» |                    | Velásquez 50' Ramírez 89' |          | Stade d'Honneur de Dillon, Martinique Scheidsrechter: Marco Antonio Rodríguez ( Mexico) |

|               |                                                     |       |                       |                                                                                         |
| 27 april 2003 | Honduras                                            | 4 – 2 | Martinique            | Stade d'Honneur de Dillon, Martinique Scheidsrechter: Marco Antonio Rodríguez ( Mexico) |
| 27 april 2003 | Velásquez 31' Ramírez 63' Turcios 73' Hernández 89' |       | Gordon 48' Padoly 67' | Stade d'Honneur de Dillon, Martinique Scheidsrechter: Marco Antonio Rodríguez ( Mexico) |

Honduras en Martinique plaatsen zich voor het hoofdtoernooi.

## Deelnemende landen
| Team                                                                      | Kwalificatie           | Aantal deelnames       |
| Noord-Amerikaanse zone                                                    | Noord-Amerikaanse zone | Noord-Amerikaanse zone |
| ------------------------------------------------------------------------- | ---------------------- | ---------------------- |
| Verenigde Staten (t)                                                      | Gastland               | 7de                    |
| Mexico                                                                    | Gastland               | 7de                    |
| Canada                                                                    | Automatisch geplaatst  | 6de                    |
| Caraïben gekwalificeerd na deelname aan het Kwalificatietoernooi          |                        |                        |
| Jamaica                                                                   | 1e groep A             | 5de                    |
| Cuba                                                                      | 1e groep B             | 4de                    |
| Martinique                                                                | Play-off               | 3de                    |
| Centraal-Amerika gekwalificeerd na deelname aan de UNCAF Nations Cup 2003 |                        |                        |
| Costa Rica                                                                | Winnaar                | 6de                    |
| Guatemala                                                                 | 2de plaats             | 6de                    |
| El Salvador                                                               | 3de plaats             | 4de                    |
| Honduras                                                                  | Play-off               | 6de                    |
| Uitgenodigde landen                                                       |                        |                        |
| Brazilië                                                                  |                        | 3de                    |
| Colombia                                                                  |                        | 2de                    |

- (t) = titelverdediger

## Speelsteden
| Mexico-Stad         | · Mexico-Stad | Miami              | · Miami Foxborough | Foxborough         |
| Aztekenstadion      | · Mexico-Stad | Orange Bowl        | · Miami Foxborough | Gillette Stadium   |
| Capaciteit: 105.000 | · Mexico-Stad | Capaciteit: 72.319 | · Miami Foxborough | Capaciteit: 68.756 |
|                     | · Mexico-Stad |                    | · Miami Foxborough |                    |

## Groepsfase

### Groep A
| Land     | Wed | Win | Gel | Ver | DV | DT | +/− | Pnt |
| -------- | --- | --- | --- | --- | -- | -- | --- | --- |
| Mexico   | 2   | 1   | 1   | 0   | 1  | 0  | +1  | 4   |
| Brazilië | 2   | 1   | 0   | 1   | 2  | 2  | 0   | 3   |
| Honduras | 2   | 0   | 1   | 1   | 1  | 2  | –1  | 1   |

|                                 |              |                  |          |                                                                                                 |
| 12 juli 2003 «onderlinge duels» | Mexico       | 1 – 0            | Brazilië | Aztekenstadion, Mexico-Stad Toeschouwers: 75.000 Scheidsrechter: Rodolfo Sibrian ( El Salvador) |
| 12 juli 2003 «onderlinge duels» | Borgetti 70' | Wedstrijdverslag |          | Aztekenstadion, Mexico-Stad Toeschouwers: 75.000 Scheidsrechter: Rodolfo Sibrian ( El Salvador) |

|                                 |                      |                  |                    |                                                                                            |
| 14 juli 2003 «onderlinge duels» | Brazilië             | 2 – 1            | Honduras           | Aztekenstadion, Mexico-Stad Toeschouwers: 3.000 Scheidsrechter: Mauricio Navarro ( Canada) |
| 14 juli 2003 «onderlinge duels» | Maicon 16' Diego 84' | Wedstrijdverslag | de León 90' (pen.) | Aztekenstadion, Mexico-Stad Toeschouwers: 3.000 Scheidsrechter: Mauricio Navarro ( Canada) |

|                                 |                  |       |        |                                                                                             |
| 16 juli 2003 «onderlinge duels» | Honduras         | 0 – 0 | Mexico | Aztekenstadion, Mexico-Stad Toeschouwers: 20.000 Scheidsrechter: Alfaro Nery ( El Salvador) |
| 16 juli 2003 «onderlinge duels» | Wedstrijdverslag |       |        | Aztekenstadion, Mexico-Stad Toeschouwers: 20.000 Scheidsrechter: Alfaro Nery ( El Salvador) |

### Groep B
| Land      | Wed | Win | Gel | Ver | DV | DT | +/− | Pnt |
| --------- | --- | --- | --- | --- | -- | -- | --- | --- |
| Colombia  | 2   | 1   | 1   | 0   | 2  | 1  | +1  | 4   |
| Jamaica   | 2   | 1   | 0   | 1   | 2  | 1  | +1  | 3   |
| Guatemala | 2   | 0   | 1   | 1   | 1  | 3  | –2  | 1   |

|                                 |         |                  |            |                                                                                         |
| 12 juli 2003 «onderlinge duels» | Jamaica | 0 – 1            | Colombia   | Orange Bowl, Miami Toeschouwers: 15.423 Scheidsrechter: Kevin Stott ( Verenigde Staten) |
| 12 juli 2003 «onderlinge duels» |         | Wedstrijdverslag | Patiño 42' | Orange Bowl, Miami Toeschouwers: 15.423 Scheidsrechter: Kevin Stott ( Verenigde Staten) |

|                                 |           |                  |                                   |                                                                                 |
| 14 juli 2003 «onderlinge duels» | Guatemala | 0 – 2            | Jamaica                           | Orange Bowl, Miami Toeschouwers: 10.323 Scheidsrechter: José Pineda ( Honduras) |
| 14 juli 2003 «onderlinge duels» |           | Wedstrijdverslag | Lowe 30' Andy Williams 73' (pen.) | Orange Bowl, Miami Toeschouwers: 10.323 Scheidsrechter: José Pineda ( Honduras) |

|                                 |            |                  |                        |                                                                                     |
| 16 juli 2003 «onderlinge duels» | Colombia   | 1 – 1            | Guatemala              | Orange Bowl, Miami Toeschouwers: 11.233 Scheidsrechter: Grevin Porras ( Costa Rica) |
| 16 juli 2003 «onderlinge duels» | Molina 79' | Wedstrijdverslag | Carlos Ruiz 21' (pen.) | Orange Bowl, Miami Toeschouwers: 11.233 Scheidsrechter: Grevin Porras ( Costa Rica) |

### Groep C
| Land             | Wed | Win | Gel | Ver | DV | DT | +/− | Pnt |
| ---------------- | --- | --- | --- | --- | -- | -- | --- | --- |
| Verenigde Staten | 2   | 2   | 0   | 0   | 4  | 0  | +4  | 6   |
| El Salvador      | 2   | 1   | 0   | 1   | 1  | 2  | –1  | 3   |
| Martinique       | 2   | 0   | 0   | 2   | 0  | 3  | –3  | 0   |

|                                 |                       |                  |             |                                                                                          |
| 11 juli 2003 «onderlinge duels» | Verenigde Staten      | 2 – 0            | El Salvador | Gillette Stadium, Foxborough Toeschouwers: 33.652 Scheidsrechter: Felipe Ramos ( Mexico) |
| 11 juli 2003 «onderlinge duels» | Lewis 28' McBride 76' | Wedstrijdverslag |             | Gillette Stadium, Foxborough Toeschouwers: 33.652 Scheidsrechter: Felipe Ramos ( Mexico) |

|              |            |                  |                  |                                                                                           |
| 13 juli 2003 | Martinique | 0 – 2            | Verenigde Staten | Gillette Stadium, Foxborough Toeschouwers: 8.780 Scheidsrechter: Roberto Moreno ( Panama) |
| 13 juli 2003 |            | Wedstrijdverslag | McBride 39', 43' | Gillette Stadium, Foxborough Toeschouwers: 8.780 Scheidsrechter: Roberto Moreno ( Panama) |

|              |              |                  |            |                                                                                              |
| 15 juli 2003 | El Salvador  | 1 – 0            | Martinique | Gillette Stadium, Foxborough Toeschouwers: 10.361 Scheidsrechter: Carlos Batres ( Guatemala) |
| 15 juli 2003 | González 76' | Wedstrijdverslag |            | Gillette Stadium, Foxborough Toeschouwers: 10.361 Scheidsrechter: Carlos Batres ( Guatemala) |

### Groep D
| Land       | Wed | Win | Gel | Ver | DV | DT | +/− | Pnt |
| ---------- | --- | --- | --- | --- | -- | -- | --- | --- |
| Costa Rica | 2   | 1   | 0   | 1   | 3  | 1  | +2  | 3   |
| Cuba       | 2   | 1   | 0   | 1   | 2  | 3  | –1  | 3   |
| Canada     | 2   | 1   | 0   | 1   | 1  | 2  | –1  | 3   |

|                                 |              |                  |            | |
| 11 juli 2003 «onderlinge duels» | Canada       | 1 – 0            | Costa Rica | Gillette Stadium, Foxborough Toeschouwers: 33.652 Scheidsrechter: Richard Piper ( Trinidad en Tobago) |
| 11 juli 2003 «onderlinge duels» | Stalteri 59' | Wedstrijdverslag |            | Gillette Stadium, Foxborough Toeschouwers: 33.652 Scheidsrechter: Richard Piper ( Trinidad en Tobago) |

|                                 |               |                  |        |                                                                                               |
| 13 juli 2003 «onderlinge duels» | Cuba          | 2 – 0            | Canada | Gillette Stadium, Foxborough Toeschouwers: 8.780 Scheidsrechter: Peter Prendergast ( Jamaica) |
| 13 juli 2003 «onderlinge duels» | Moré 15', 46' | Wedstrijdverslag |        | Gillette Stadium, Foxborough Toeschouwers: 8.780 Scheidsrechter: Peter Prendergast ( Jamaica) |

|                                 |                                 |                  |      |                                                                                          |
| 15 juli 2003 «onderlinge duels» | Costa Rica                      | 3 – 0            | Cuba | Gillette Stadium, Foxborough Toeschouwers: 10.361 Scheidsrechter: Felipe Ramos ( Mexico) |
| 15 juli 2003 «onderlinge duels» | Centeno 45' Bryce 72' Scott 77' | Wedstrijdverslag |      | Gillette Stadium, Foxborough Toeschouwers: 10.361 Scheidsrechter: Felipe Ramos ( Mexico) |

## Knock-outfase
|  | kwartfinale           | kwartfinale     |                       |   | halve finale    | halve finale     |   |  | finale | finale |
|  |                       |                 |                       |   |                 |                  |   |  |        |        |
|  | 20 juli – Mexico-Stad |                 |                       |   |                 |                  |   |  |        |        |
|  |                       |                 |                       |   |                 |                  |   |  |        |        |
|  | Mexico                | 5               |                       |   |                 |                  |   |  |        |        |
|  | Mexico                | 5               | 24 juli – Mexico-Stad |   |                 |                  |   |  |        |        |
|  | Jamaica               | 0               |                       |   |                 |                  |   |  |        |        |
|  | Jamaica               | 0               | Mexico                | 2 |                 |                  |   |  |        |        |
|  | 19 juli – Foxborough  |                 | Mexico                | 2 |                 |                  |   |  |        |        |
|  |                       | Costa Rica      | 0                     |   |                 |                  |   |  |        |        |
|  | Costa Rica            | Costa Rica      | 0                     | 5 |                 |                  |   |  |        |        |
|  | Costa Rica            |                 | 27 juli – Mexico-Stad | 5 |                 |                  |   |  |        |        |
|  | El Salvador           | 2               |                       |   |                 |                  |   |  |        |        |
|  | El Salvador           | 2               | Mexico                | 1 |                 |                  |   |  |        |        |
|  | 19 juli – Foxborough  |                 | Mexico                | 1 |                 |                  |   |  |        |        |
|  |                       | Brazilië        | 0                     |   |                 |                  |   |  |        |        |
|  | Verenigde Staten      | Brazilië        | 0                     | 5 |                 |                  |   |  |        |        |
|  | Verenigde Staten      | 23 juli – Miami |                       | 5 |                 |                  |   |  |        |        |
|  | Cuba                  | 0               |                       |   |                 |                  |   |  |        |        |
|  | Cuba                  | 0               | Verenigde Staten      | 1 | derde plaats    | derde plaats     |   |  |        |        |
|  | 19 juli – Miami       |                 | Verenigde Staten      | 1 | derde plaats    | derde plaats     |   |  |        |        |
|  |                       | Brazilië        | 2                     |   | 26 juli – Miami | 26 juli – Miami  |   |  |        |        |
|  | Colombia              | Brazilië        | 2                     | 0 | 26 juli – Miami | 26 juli – Miami  |   |  |        |        |
|  | Colombia              |                 |                       |   |                 | Verenigde Staten | 3 |  |        |        |
|  | Brazilië              | 2               |                       |   |                 | Verenigde Staten | 3 |  |        |        |
|  | Brazilië              | 2               | Costa Rica            | 2 |                 |                  |   |  |        |        |
|  |                       |                 | Costa Rica            | 2 |                 |                  |   |  |        |        |

### Kwartfinale
|                                 |                                        |                  |      |                                                                                                |
| 19 juli 2003 «onderlinge duels» | Verenigde Staten                       | 5 – 0            | Cuba | Gillette Stadium, Foxborough Toeschouwers: 15.627 Scheidsrechter: Peter Prendergast ( Jamaica) |
| 19 juli 2003 «onderlinge duels» | Donovan 22', 25', 55', 76' Ralston 42' | Wedstrijdverslag |      | Gillette Stadium, Foxborough Toeschouwers: 15.627 Scheidsrechter: Peter Prendergast ( Jamaica) |

|                                 |                                                             |                             |                               |                                                                                   |
| 19 juli 2003 «onderlinge duels» | Costa Rica                                                  | 5 – 2                       | El Salvador                   | Gillette Stadium, Foxborough Toeschouwers: 15.627 Scheidsrechter: Ramos ( Mexico) |
| 19 juli 2003 «onderlinge duels» | Scott 11' Centeno 45+2', 68' (pen.), 90+3' (pen.) Bryce 72' | Wedstrijdverslag[dode link] | Murgas 34' (pen.) Pacheco 54' | Gillette Stadium, Foxborough Toeschouwers: 15.627 Scheidsrechter: Ramos ( Mexico) |

|                                 |          |                             |               |                                                                                   |
| 19 juli 2003 «onderlinge duels» | Colombia | 0 – 2                       | Brazilië      | Orange Bowl, Miami Toeschouwers: 23.425 Scheidsrechter: Stott ( Verenigde Staten) |
| 19 juli 2003 «onderlinge duels» |          | Wedstrijdverslag[dode link] | Kaká 42', 66' | Orange Bowl, Miami Toeschouwers: 23.425 Scheidsrechter: Stott ( Verenigde Staten) |

|                                 |                                                            |                  |         |                                                                                    |
| 20 juli 2003 «onderlinge duels» | Mexico                                                     | 5 – 0            | Jamaica | Aztekenstadion, Mexico-Stad Toeschouwers: 10.000 Scheidsrechter: Navarro ( Canada) |
| 20 juli 2003 «onderlinge duels» | Bravo 38' García 42' Osorno 55' Borgetti 61' Rodríguez 83' | Wedstrijdverslag |         | Aztekenstadion, Mexico-Stad Toeschouwers: 10.000 Scheidsrechter: Navarro ( Canada) |

### Halve finale
|                                 |                  |                             |                            |                                                                             |
| 23 juli 2003 «onderlinge duels» | Verenigde Staten | 1 – 2 (gg)                  | Brazilië                   | Orange Bowl, Miami Toeschouwers: 35.211 Scheidsrechter: Batres ( Guatemala) |
| 23 juli 2003 «onderlinge duels» | Bocanegra 62'    | Wedstrijdverslag[dode link] | Kaká 89' Diego 100' (pen.) | Orange Bowl, Miami Toeschouwers: 35.211 Scheidsrechter: Batres ( Guatemala) |

|                                 |                          |                  |            |                                                                                      |
| 24 juli 2003 «onderlinge duels» | Mexico                   | 2 – 0            | Costa Rica | Aztekenstadion, Mexico-Stad Toeschouwers: 35.000 Scheidsrechter: Nery ( El Salvador) |
| 24 juli 2003 «onderlinge duels» | Márquez 19' Borgetti 28' | Wedstrijdverslag |            | Aztekenstadion, Mexico-Stad Toeschouwers: 35.000 Scheidsrechter: Nery ( El Salvador) |

### Troostfinale
|                                 |                                      |                  |                  |                                                                                    |
| 26 juli 2003 «onderlinge duels» | Verenigde Staten                     | 3 – 2            | Costa Rica       | Orange Bowl, Miami Toeschouwers: 5.093 Scheidsrechter: Piper ( Trinidad en Tobago) |
| 26 juli 2003 «onderlinge duels» | Bocanegra 29' Stewart 56' Convey 67' | Wedstrijdverslag | Fonseca 24', 39' | Orange Bowl, Miami Toeschouwers: 5.093 Scheidsrechter: Piper ( Trinidad en Tobago) |

### Finale
|                                 |                   |                  |          |                                                                                    |
| 27 juli 2003 «onderlinge duels» | Mexico            | 1 – 0 (gg)       | Brazilië | Aztekenstadion, Mexico-Stad Toeschouwers: 80.000 Scheidsrechter: Navarro ( Canada) |
| 27 juli 2003 «onderlinge duels» | Daniel Osorno 97' | Wedstrijdverslag |          | Aztekenstadion, Mexico-Stad Toeschouwers: 80.000 Scheidsrechter: Navarro ( Canada) |

| CONCACAF Gold Cup Winnaar 2003 |
| ------------------------------ |
| MEXICO 4de titel               |

## Doelpuntenmakers
4 doelpunten
- Walter Centeno

- Landon Donovan

3 doelpunten
- Kaká

- Jared Borgetti

- Brian McBride

2 doelpunten
- Diego
- Steven Bryce
- Rolando Fonseca

- Erick Scott
- Lester Moré

- Daniel Osorno
- Carlos Bocanegra

1 doelpunt
- Maicon
- Paul Stalteri
- Mauricio Molina
- Jairo Patiño
- Marvin González
- Gilberto Murgas
- Alfredo Pacheco

- Carlos Ruiz
- Julio César de León
- Onandi Lowe
- Andy Williams
- Omar Bravo
- Rafael García Torres

- Rafael Márquez
- Juan Pablo Rodríguez
- Bobby Convey
- Eddie Lewis
- Steve Ralston
- Earnie Stewart